# Dragoste de curte
Dragostea de curte (sau dragostea curtenească) este un termen creat de criticul literar Gaston Paris în 1883 pentru a desemna conceptul filozofic și literar al acelei relații sentimentale din epoca trubadurilor și a poeților de curte și care respecta un anumit cod medieval.
În marea majoritate a cazurilor, iubitul era cuprins de pasiune, dar și de respect pentru persoană iubită, care era idolatrizată.
Dragostea de curte era considerată a fi una pură, care nu trebuia neapărat să fie împlinită erotic, mai ales că era de regulă imposibilă, deoarece femeia era căsătorită, conform aranjamentelor și codurilor specifice acelei epoci, în care căsătoriile din înalta societate erau comandate de interese economice sau politice.
Bărbatul trebuia să își cucerească femeia iubită prin fapte nobile și curajoase (cum ar fi participarea la turniruri), prin cântece și poezii și aici intervenea și rolul trubadurului.
Astfel, prin favoruri dobândite de la femei nobile, tinerii din familii sărace puteau ajunge la un statut social mai înalt, devenind cavaleri.
Primele opere literare având această temă sunt poeziile scrise, în langue d'oc de liricii provensali din secolul al XI-lea.
Conceptul se răspândește în întreg spațiul literar vest-european, ca să atingă apogeul în il dolce stil nouvo al lui Dante Alighieri.
O altă influență a exercitat-o și cultul Fecioarei Maria.
Alte surse literare se regăsesc și în literatura arabă, care s-a transmis în Europa prin Spania.
Exemple de astfel de opere literare sunt:
- poeziile truverilor și ale minnesinger-ilor,
- "Romanul trandafirului" de Guillaume de Lorris (prima parte) și Jean de Meung (partea a doua),
- sonetele lui Francesco Petrarca adresate Laurei,
- "Divina Comedie" a lui Dante Alighieri.